# Tiếng Hạ Đức Mennonite
Tiếng Hạ Đức Mennonite còn gọi là Plautdietsch, là một phương ngữ tiếng Hạ Phổ của Đông Hạ Đức với ảnh hưởng của tiếng Hà Lan phát triển trong thế kỷ 16 và 17 ở vùng đồng bằng Wisła của Hoàng gia Phổ. Từ Plautdietsch dịch thành"tiếng Đức đồng bằng (hoặc thấp)", từ plaut (hoặc plautt) có nghĩa là "phẳng" (ám chỉ vùng đồng bằng miền bắc nước Đức hoặc sự đơn giản của ngôn ngữ này) và dietsch có nghĩa là (thuộc về) tiếng Đức. Tên gọi Dietsch có cùng nguồn gốc với chữ Duits tiếng Hà Lan và Deutsch tiếng Đức (có nghĩa là "từ một bộ lạc", chẳng hạn "người Đức"), ban đầu có nghĩa là "ngôn ngữ bản địa" trong tất cả ngôn ngữ German Tây. Trong các phương ngữ tiếng Hạ Đức khác, từ dành cho tiếng Hạ Đức thường viết là Plattdütsch/Plattdüütsch hoặc Plattdüütsk, nhưng cách viết Plautdietsch (hoặc Plauttdietsch) được sử dụng để chỉ riêng cho biến thể ở Wisla.
Tiếng Hạ Đức Mennonite, một phương ngữ Hạ Đức Đông giống như các phương ngữ Đức khác cho đến khi nó được những người định cư Mennonite bắt đầu đưa đến tây nam Đế quốc Nga vào năm 1789. Sau đó, bắt đầu vào năm 1873, ngôn ngữ này lan sang Bắc Mỹ theo chân những người trong làn sóng di cư, bắt đầu từ năm 1873; và chủ yếu từ đó đến Mỹ Latinh bắt đầu từ năm 1922.
Tiếng Hạ Đức Mennonite được nói bởi khoảng 400.000 người Mennonite Nga, đáng chú ý nhất là ở các nước Mỹ Latinh như Mexico, Bôlivia, Paraguay, Belize, Brazil, Argentina và Uruguay, cũng như ở Hoa Kỳ và Canada (đặc biệt là Manitoba, Saskatchewan và Ontario).
Ngày nay, tiếng Hạ Đức Mennonite được chia thành hai phương ngữ chính bắt đầu từ sự tách biệt của họ ở Ukraine. Hai phương ngữ này phân chia giữa Chortitza và Molotschna. Nhiều người Mennonite Nga trẻ tuổi ở Canada và Hoa Kỳ ngày nay chỉ nói tiếng Anh. Ví dụ, Homer Groening, cha đẻ của Matt Groening (người tạo ra The Simpsons), đã nói tiếng Hạ Đức Mennonite khi còn là một đứa trẻ trong một cộng đồng Mennonite ở Saskatchewan vào những năm 1920, nhưng Matt không bao giờ học ngôn ngữ này.
Năm 2007, nhà làm phim người Mexico Carlos Reygadas đạo diễn bộ phim Stellet Licht (Silent Light), lấy bối cảnh tại một cộng đồng Mennonite ở Chihuahua, Mexico. Hầu hết các đoạn hội thoại của bộ phim là bằng tiếng Plautdietsch, một số diễn viên đã phải học phiên âm. Các phần khác đã được diễn bởi người của cộng đồng địa phương.

## Văn liệu

### Từ điển
- Neufeld, Eldo: Plautdietsch-English, English-Plaudietsch, Munich 2005.
- Rempel, Herman: Kjenn Jie Noch Plautdietsch? Một từ điển tiếng Đức thấp Mennonite, PrairieView Press, 1995. ISBN 1-896199-13-5 Mã số   1-896199-13-5.
- Thiessen, Jack: Mennonite Từ điển tiếng Đức thấp / Mennonitisch-Plattdeutsches Worterbuch, Đại học Wisconsin, 2003. ISBN 0-924119-09-8 Mã số   0-924119-09-8.
- Zacharias, Ed Ons Ieeschtet Wieedabuak, 2009. ISBN 978-1-55383-223-2 Mã số   980-1-55383-223-2.

### Ngữ pháp
- Neufeld, Eldo: Plautdietsch Grammar, 72 pages, Munich 2010.
- Siemens, Heinrich: Plautdietsch — Grammatik, Geschichte, Perspektiven, Bonn 2012.